# Альтенбух
Альтенбух (нім. Altenbuch) — громада в Німеччині, розташована в землі Баварія. Підпорядковується адміністративному округу Нижня Франконія. Входить до складу району Мільтенберг. Складова частина об'єднання громад Штадтпроцельтен.
Площа — 37,79 км2. Населення становить 1246 ос. (станом на 31 грудня 2020).